# Wacław Potocki
Wacław Potocki (Wola Łużańska, 1621 – Łużna, 1696) è stato un poeta e scrittore polacco.

## Biografia
Potocki da giovane svolse vita militare partecipando alla guerra contro i cosacchi e i tatari in Ucraina.
Potocki è considerato uno dei massimi rappresentanti del sarmatismo, ossia della fede nei tradizionali valori polacchi.
Inoltre si distinse per la fertilità della sua carriera letteraria, che incluse oltre 300.000 versi.
Gli argomenti su cui si basarono le sue opere furono molto vari, dall'araldica del Poczet herbôw (Catalogo degli stemmi, 1696), alla storia religiosa dell'opera Nowy zaciag pod choragiew stara trymfujacego Chrystusa (Nuovi ardori sotto l'antico stendardo del Cristo trionfante, 1698).
Comunque il suo lavoro più conosciuto e apprezzato, sia per la ricostruzione storica sia per la bontà dello stile non esente da una vena realistica, risultò Wojna Chocimska (La guerra di Chocim, 1680), che documenta la vittoria dei polacchi sui turchi nel 1673.
Negli ultimi anni di vita si dedicò alla scrittura di aneddoti e racconti storici, inclusi nei libri Moralia e Orto (1696).

## Opere
- Wojna Chocimska (La guerra di Chocim, 1680);
- Poczet herbôw (Catalogo degli stemmi, 1696);
- Moralia (1696);
- Orto (1696);
- Nowy zaciag pod choragiew stara trymfujacego Chrystusa (Nuovi ardori sotto l'antico stendardo del Cristo trionfante, 1698).